# 민코프스키 덧셈

빨간 도형은 파란 도형과 초록색 도형의 민코프스키 덧셈이다.

기하학에서, 유클리드 공간의 위치벡터 A와 B의 두 집합의 민코프스키 합(팽창이라고도 알려져 있다)은 A에 있는 모든 벡터를 B에 있는 각각의 벡터에 더해서 만들어진다. 이는 다음과 같다:
{\displaystyle A+B=\{\mathbf {a} +\mathbf {b} \,|\,\mathbf {a} \in A,\ \mathbf {b} \in B\}.}
유사하게, 민코프스키 차(또는 기하학적 차)는 다음과 같이 정의된다:
{\displaystyle A-B=\{\mathbf {c} \,|\,\mathbf {c} +B\subseteq A\}.}
일반적으로 {\displaystyle A-B\neq A+(-B)}인 것은 중요하다. 예를 들어, 일차원 경우 {\displaystyle A=[-2,2]}와 {\displaystyle B=[-1,1]}일 때, 민코프스키 차는 {\displaystyle A-B=[-1,1]}이지만 {\displaystyle A+(-B)=A+B=[-3,3]}이다. 민코프스키 합과 차를 연결하는 올바른 공식은 다음과 같다 (여기에서 {\displaystyle X^{c}}는 {\displaystyle X}의 여집합을 의미한다):
{\displaystyle A-B=(A^{c}+(-B))^{c}.}
이차원의 경우에서, 민코프스키 차는 이미지 처리에서 침식 (형태학)과 긴밀하게 연관이 있다.

민코프스키 합 A + B

B

A

이 개념은 헤르만 민코프스키의 이름을 붙였다.

## 예시
예를 들어, {\displaystyle \mathbb {R} ^{2}}에서 두 개의 삼각형을 나타내는 꼭짓점인 다음 세 개의 위치벡터(비공식적, 세 점)로 이루어진 두 집합 A와 B를 가지고있다고 가정하자:
{\displaystyle A=\{(1,0),(0,1),(0,-1)\}}
{\displaystyle B=\{(0,0),(1,1),(1,-1)\},}
그러면 그 민코프스키 합은 다음과 같다:
{\displaystyle A+B=\{(1,0),(2,1),(2,-1),(0,1),(1,2),(0,-1),(1,-2)\},}
육각형의 꼭짓점을 이룬다.
민코프스키 덧셈에서, 영벡터 0만을 포함하는 영집합 {0}은 항등원이다: 벡터 공간의 모든 부분집합 S에 대해서 다음이 성립한다:
{\displaystyle S+\{0\}=S.}
공집합은 공집합은 다른 모든 부분집합을 없애기 때문에 민코프스키 덧셈에서 중요하다: 벡터 공간의 모든 부분집합 S에 대해서, 공집합과의 합은 공집합이다:

빨간 집합의 볼록 폐포에서, 각각의 파란 점은 어떤 빨간 점의 볼록 조합이다.

집합의 민코프스키 덧셈. 정사각형 Q_{1}=^{2}과 Q_{2}=^{2}의 덧셈은 정사각형 Q_{1}+Q_{2}=^{2}이다.

{\displaystyle S+\emptyset =\emptyset .}

## 민코프스키 덧셈의 볼록 폐포
민코프스키 덧셈은 볼록 폐포를 취하는 연산에 대해서 다음의 명제에서 보인 것 같이 잘 동작한다:
- 실 벡터 공간의 어떤 진부분집합 S1와 S2에 대해서, 그 민코프스키 덧셈의 볼록 폐포는 그 볼록 폐포의 민코프스키 덧셈이다:

{\displaystyle \operatorname {Conv} (S_{1}+S_{2})=\operatorname {Conv} (S_{1})+\operatorname {Conv} (S_{2}).}
이 결과는 더 일반적으로 모든 유한한 공집합이 아닌 집합의 집합에 대해서도 적용된다:
{\displaystyle \operatorname {Conv} \left(\sum {S_{n}}\right)=\sum \operatorname {Conv} (S_{n}).}
수학 용어학에서, 민코프스키 덧셈과 볼록 폐포를 만드는 연산은 가환 연산이다.
S가 볼록 집합이라면 {\displaystyle \mu S+\lambda S}는 볼록 집합이다; 게다가 모든 {\displaystyle \mu ,\lambda \geq 0}에 대해서 다음이 성립한다:
{\displaystyle \mu S+\lambda S=(\mu +\lambda )S}
반대로, 음이 아닌 어떤 실수 {\displaystyle \mu ,\lambda }에 대해서 이 "분배법칙"이 적용되면 집합은 볼록이다.
그림은 A + A ⊋ 2A인 비볼록 집합의 예시를 보여준다.

A + A ≠ 2A인 비볼록 집합의 예시

 1차원의 예시: B=[1,2]∪[4,5]. 이것은 쉽게 2B=[2,4]∪[8,10]이지만 B+B=[2,4]∪[5,7]∪[8,10]인 것을 계산할 수 있다. 따라서, 역시 B+B ⊋ 2B이다.
민코프스키 덧셈은 이차원 볼록체의 둘레에서 선형적으로 작용한다: 덧셈의 둘레는 둘레의 합과 같다. 게다가, K가 정폭도형(의 내부)이면, K와 그것을 180°돌린 도형의 민코프스키 덧셈은 원판이다. 이 두 사실을 결합하면 정폭도형의 둘레에서 바르비에의 정리의 간략하게 증명할 수 있다.

## 적용
민코프스키 덧셈은 수학적 형태학에서 중요한 역할을 한다. 이것은 2차원 컴퓨터 그래픽스(의 다양한 사용과 메타 폰트에서 도널드 커누스에 의한 저명성과 함께)의 brush-and-stroke paradigm과3차원 컴퓨터 그래픽스의 솔리드 스윕 연산에서 드러난다.

### 모션 계획
민코프스키 덧셈은 장애물 사이로 지나는 모션 계획에서 사용된다. 이것은 물체의 모든 허용 가능한 집합인 짜임새 공간의 계산에 사용된다. 물체의 위치가 이 물체의 고정점에 의해서 유일하게 결정되는 평면에서 물체의 평행이동 모션의 가장 단순한 모델에서, 짜임새 공간은 장애물의 집합과 움직이는 물체를 원점에 둬서 180도 돌린 것의 민코프스키 덧셈이다.

### 수치 제어 (NC) 가공
수치 제어 가공에서, NC 툴의 프로그래밍은 깎는 조각과 그 궤적의 민코프스키 덧셈은 물체에서 깎는 모양을 준다는 사실을 이용한다.

### 3d 솔리드 모델링
오픈SCAD에서 민코프스키 덧셈은 한 도형과 두 도형의 복합체를 만드는 다른 도형의 윤곽선을 그릴 때 이용된다.

### 집계 이론
민코프스키 덧셈은 집계 이론에서 집계된 각각의 물체가 집합으로 특정될 경우에 종종 사용된다.

## 민코프스키 덧셈을 계산하는 알고리즘

민코프스키 덧셈과 볼록 폐포. 빨간 점의 쌍으로 이루어진 (왼쪽에 있는) 비볼록 집합 네 개의 덧셈으로 생긴 (오른쪽에 있는) 16개의 진한 빨간색 점. (분홍색으로 칠해진) 볼록 폐포는 더하기 기호 (+)를 포함한다: 오른쪽 더하기 기호는 왼쪽 더하기 기호의 덧셈이다.

### 평면의 경우

#### 평면의 볼록 다각형 두 개
꼭짓점이 각각 m개와 n개인 평면의 볼록 다각형 P와 Q에 대해서, 그 민코프스키 합은 최대 m + n개의 꼭짓점이 있는 볼록 다각형이고 비공식적인 다음의 매우 간단한 단계로 시간 O (m + n)에 계산할 수 있다. 다각형의 모서리와 다각형 경계의 방향 (말하자면 반시계 방향 같은)이 주어졌다고 가정하자. 그러면 쉽게 이 볼록 다각형의 변이 중심각 순서대로 있다는 것을 볼 수 있다. 정렬된 유향 변의 수열 P와 Q를 하나의 정렬된 수열 S으로 병합하자. 이 변들이 원래 방향에 평행하게 유지하면서 자유롭게 움직일 수 있는 고체 화살표라고 생각하자. 화살표들을 다음 화살표의 꼬리를 이전 화살표의 머리에 붙여서 수열 S의 순서대로 조합하자. 이 결과로 나오는 다각형 체인이 사실은 P와 Q의 민코프스키 합인 볼록 다각형이라는 것을 알 수 있다.

#### 기타
한 다각형이 볼록이고 다른 것은 아니라면, 그 민코프스키 덧셈의 완비성은 O(nm)이다. 둘 다 비볼록이라면, 그 민코프스키 덧셈의 완비성은 O((mn)2)이다.

## 본질적 민코프스키 덧셈
유클리드 공간의 두 부분집합의 본질적 민코프스키 덧셈의 표기 +e가 있다. 일반적인 민코프스키 덧셈은 다음과 같이 적는다는 것을 주목하자:
{\displaystyle A+B=\{z\in \mathbb {R} ^{n}\,|\,A\cap (\{z\}-B)\neq \emptyset \}.}
따라서, 본질적 민코프스키 덧셈은 다음과 같이 정의된다:
{\displaystyle A+_{\mathrm {e} }B=\{z\in \mathbb {R} ^{n}\,|\,\mu \left[A\cap (\{z\}-B)\right]>0\},}
여기서 μ는 n-차원 르베그 측도를 의미한다. "본질적"이라는 용어를 쓰는 이유는 지시 함수의 다음 특성 때문이다: 다음일 때
{\displaystyle 1_{A\,+\,B}(z)=\sup _{x\,\in \,\mathbb {R} ^{n}}1_{A}(x)1_{B}(z-x)}
다음을 볼 수 있다:
{\displaystyle 1_{A\,+_{\mathrm {e} }\,B}(z)=\mathop {\mathrm {ess\,sup} } _{x\,\in \,\mathbb {R} ^{n}}1_{A}(x)1_{B}(z-x),}
여기서 "ess sup"는 본질적 상한을 의미한다.

## Lp민코프스키 덧셈
{\displaystyle \mathbb {R} ^{n}}의 콤팩트 볼록 집합 K와 L에 대해서, 민코프스키 합은 볼록 집합의 지지 함수로 설명될 수 있다:
{\displaystyle h_{K+L}=h_{K}+h_{L}.}
p ≥ 1일 때, Firey는 Lp 민코프스키 합을 원점을 다음과 같이 포함하는 {\displaystyle \mathbb {R} ^{n}}에 있는 콤팩트 볼록 집합 K와 L의 K+pL로 정의했다:
{\displaystyle h_{K+_{p}L}^{p}=h_{K}^{p}+h_{L}^{p}.}
민코프스키 부등식에 의해서, 함수 hK+pL은 다시 양의 동차이고 볼록이고 따라서 콤팩트 볼록 함수의 지지 함수이다. 이 정의는 Lp Brunn-Minkowski theory에서 근본적이다.

## 같이 보기
- 팽창
- 침식
- 구간 산술
- 혼합 부피 (a.k.a. Quermassintegral 또는 intrinsic volume)
- 평행 곡선
- 섀플리-포크먼 보조정리
- Zonotope
- 합성곱

## 참조
1. ↑  Hadwiger, Hugo (1950), “Minkowskische Addition und Subtraktion beliebiger Punktmengen und die Theoreme von Erhard Schmidt”, 《Math.Z.》 53 (3): 210–218
2. ↑  Theorem 3 (pages 562–563): Krein, M.; Šmulian, V. (1940). “On regularly convex sets in the space conjugate to a Banach space”. 《Annals of Mathematics (2), Second series》 41. 556–583면. doi:10.2307/1968735. JSTOR 1968735. MR 2009.
3. ↑  민코프스키 덧셈과 볼록 폐포화의 가환성에 대해서는, Schneider에서 Theorem 1.1.2 (pages 2–3)를 보라; 이 참고 문헌은 민코프스키 덧셈집합의 볼록 폐포에 대한 문헌들을 "Chapter 3 Minkowski addition" (pages 126–196)에서 논의한다: Schneider, Rolf (1993). 《Convex bodies: The Brunn–Minkowski theory》. Encyclopedia of mathematics and its applications 44. Cambridge: Cambridge University Press. xiv+490쪽. ISBN 0-521-35220-7. MR 1216521.
4. ↑  Chapter 1: Schneider, Rolf (1993). 《Convex bodies: The Brunn–Minkowski theory》. Encyclopedia of mathematics and its applications 44. Cambridge: Cambridge University Press. xiv+490쪽. ISBN 0-521-35220-7. MR 1216521.
5. ↑  The Theorem of Barbier (Java) at cut-the-knot.
6. ↑  Zelenyuk, V. (2015) "Aggregation of scale efficiency," European Journal of Operational Research, 240:1, pp 269-277.
7. ↑  Mayer, A. and Zelenyuk, V. (2014) "Aggregation of Malmquist productivity indexes allowing for reallocation of resources," European Journal of Operational Research, 238:3, pp 774-785
8. ↑  Firey, William J. (1962), “p-means of convex bodies”, 《Math. Scand.》 10: 17–24

- Arrow, Kenneth J.; Hahn, Frank H. (1980). 《General competitive analysis》. Advanced textbooks in economics 12 reprint of (1971)  San Francisco, CA: Holden-Day, Inc. Maematical economics texts. 6판. Amsterdam: North-Holland. ISBN 0-444-85497-5. MR 439057.
- Gardner, Richard J. (2002), “The Brunn-Minkowski inequality”, 《Bull. Amer. Math. Soc. (N.S.)》 39 (3): 355–405 (electronic), doi:10.1090/S0273-0979-02-00941-2
- Green, Jerry; Heller, Walter P. (1981). 〈1 Mathematical analysis and convexity with applications to economics〉.   Arrow, Kenneth Joseph; Intriligator, Michael D. 《Handbook of mathematical economics, Volume I》. Handbooks in economics 1. Amsterdam: North-Holland Publishing Co. 15–52쪽. doi:10.1016/S1573-4382(81)01005-9. ISBN 0-444-86126-2. MR 634800. 2012년 12월 17일에 원본 문서에서 보존된 문서. 2017년 11월 22일에 확인함.
- Henry Mann (1976), 《Addition Theorems: The Addition Theorems of Group Theory and Number Theory》 Correct reprint of 1965 Wiley판, Huntington, New York: Robert E. Krieger Publishing Company, ISBN 0-88275-418-1 – http://www.krieger-publishing.com/subcats/MathematicsandStatistics/mathematicsandstatistics.html 경유
- Rockafellar, R. Tyrrell (1997). 《Convex analysis》. Princeton landmarks in mathematics Reprint ofe 1979 Princeton maematical series 28판. Princeton, NJ: Princeton University Press. xviii+451쪽. ISBN 0-691-01586-4. MR 1451876. MR274683. |id=에 templatestyles stripmarker가 있음(위치 13) (도움말)
- Nathanson, Melvyn B. (1996), 《Additive Number Theory: Inverse Problems and Geometry of Sumsets》, GTM 165, Springer, Zbl 0859.11003.
- Oks, Eduard; Sharir, Micha (2006), “Minkowski Sums of Monotone and General Simple Polygons”, 《Discrete and Computational Geometry》 35 (2): 223–240, doi:10.1007/s00454-005-1206-y.
- Schneider, Rolf (1993), 《Convex bodies: the Brunn-Minkowski theory》, Cambridge: Cambridge University Press.
- Tao, Terence & Vu, Van (2006), 《Additive Combinatorics》, Cambridge University Press.
- Mayer, A. and Zelenyuk, V. (2014) "Aggregation of Malmquist productivity indexes allowing for reallocation of resources," European Journal of Operational Research, 238:3, pp 774-785
- Zelenyuk, V. (2015) "Aggregation of scale efficiency," European Journal of Operational Research, 240:1, pp 269-277.